# Patrick Gauthier
Patrick Gauthier (* 27. Februar 1953 in Paris) ist ein französischer Fusion- und Rockmusiker (Keyboards, Komposition).

## Leben und Wirken
Gauthier studierte zunächst in Nanterre bei Gilles Deleuze und Jean-François Lyotard Philosophie, um dann eine Laufbahn als Musiker zu beginnen. Er gehörte zunächst zur Rockband Schizo, zwischen 1974 und 1977 zu Heldon. Daneben spielte er mit Francis und Didier Lockwood in der Jazzrock-Band Volklor, mit der 1976 Aufnahmen entstanden. Bei Magma war er bei den Aufnahmen des Albums Üdü Ẁüdü engagiert. Gelegentlich wird Gauthier auf einigen Magma-Alben unter seinem kobaïanischen Pseudonym Wernehm Zackariaah geführt. 1977 nahm er mit Benoît Widemann dessen Album Stress ! auf. Gemeinsam mit Bernard Paganotti gründete er 1978 die Zeuhl-Band Weidorje. Ab 1981 legte er mehrere Alben unter eigenem Namen vor, die wie Bébé Godzilla zum Teil mit sehr unterschiedlichen Besetzungen aufgenommen wurden.

## Diskographische Hinweise
- Bébé Godzilla (Cy Records 1981)
- Sur les flots verticaux (Seventh Records 1993)
- Le Morse (Seventh Records 1996)
- Clinamens (Arcàngelo 2016)